# 札幌丸井三越
株式会社札幌丸井三越（さっぽろまるいみつこし）は、北海道札幌市中央区にある百貨店、「丸井今井札幌本店」および「札幌三越」の運営会社。株式会社三越伊勢丹ホールディングスの完全子会社である。

## 概説
三越伊勢丹グループの札幌における店舗運営を統合する目的で、2011年4月1日に、株式会社札幌丸井今井と株式会社札幌三越が合併して設立された。

## 沿革
- 2009年（平成21年）
  - 5月29日 - 株式会社三越伊勢丹ホールディングスの完全子会社として、株式会社札幌丸井今井が設立。
  - 7月31日 - 株式会社札幌丸井今井が、株式会社丸井今井（2代目）より、丸井今井札幌本店の店舗運営を承継。
  - 10月1日 - 株式会社三越伊勢丹ホールディングスの完全子会社として、株式会社札幌三越が設立。
- 2010年（平成22年）
  - 4月1日 - 株式会社札幌三越が、株式会社三越より、三越札幌店の店舗運営を承継。
- 2011年（平成23年）
  - 4月1日 - 株式会社札幌丸井今井が、株式会社札幌三越を吸収合併して、株式会社札幌丸井三越に商号変更。
- 2014年（平成26年）
  - 6月18日 - イオンモール釧路昭和内に常設売り場（イベントショップ）を開設し、旧丸井今井時代の2006年に釧路店を閉店して以来約8年ぶりに釧路市に再進出[2]。
  - 10月3日 - 釧路の常設売り場を小型百貨店「MI PLAZA」へ業態変更[3]。
  - 10月 - 丸井今井札幌本店西館オープン[4]
- 2015年（平成27年）
  - 3月27日 - イオンモール旭川駅前内に「MI PLAZA」を出店し、旧丸井今井時代の2009年に旭川店を閉店して以来約6年ぶりに旭川市に再進出[5]。
- 2016年（平成28年）
  - 4月22日 - イオンモール苫小牧内に「MI PLAZA」を出店し、旧丸井今井時代の2005年に苫小牧店を閉店して以来約11年ぶりに苫小牧市に再進出[6]。

## 運営店舗
- 丸井今井札幌本店
  - 大通館
  - 一条館
  - 西館
  - きたキッチン
  - 大通別館（2014年8月3日閉館、現：ル・トロワ）
  - 南館（2018年8月26日閉館、高桑ビル）
- 札幌三越
- MI PLAZA - 2013年より三越伊勢丹グループで展開が開始されている、「編集型小型店」と位置付けられた業態[7]。
  - MI PLAZA イオン釧路昭和（イオンモール釧路昭和内）
  - MI PLAZA 旭川（イオンモール旭川駅前内）
  - MI PLAZA 苫小牧（イオンモール苫小牧内）
- サテライト（出張所）
  - サテライト北見
  - サテライト帯広

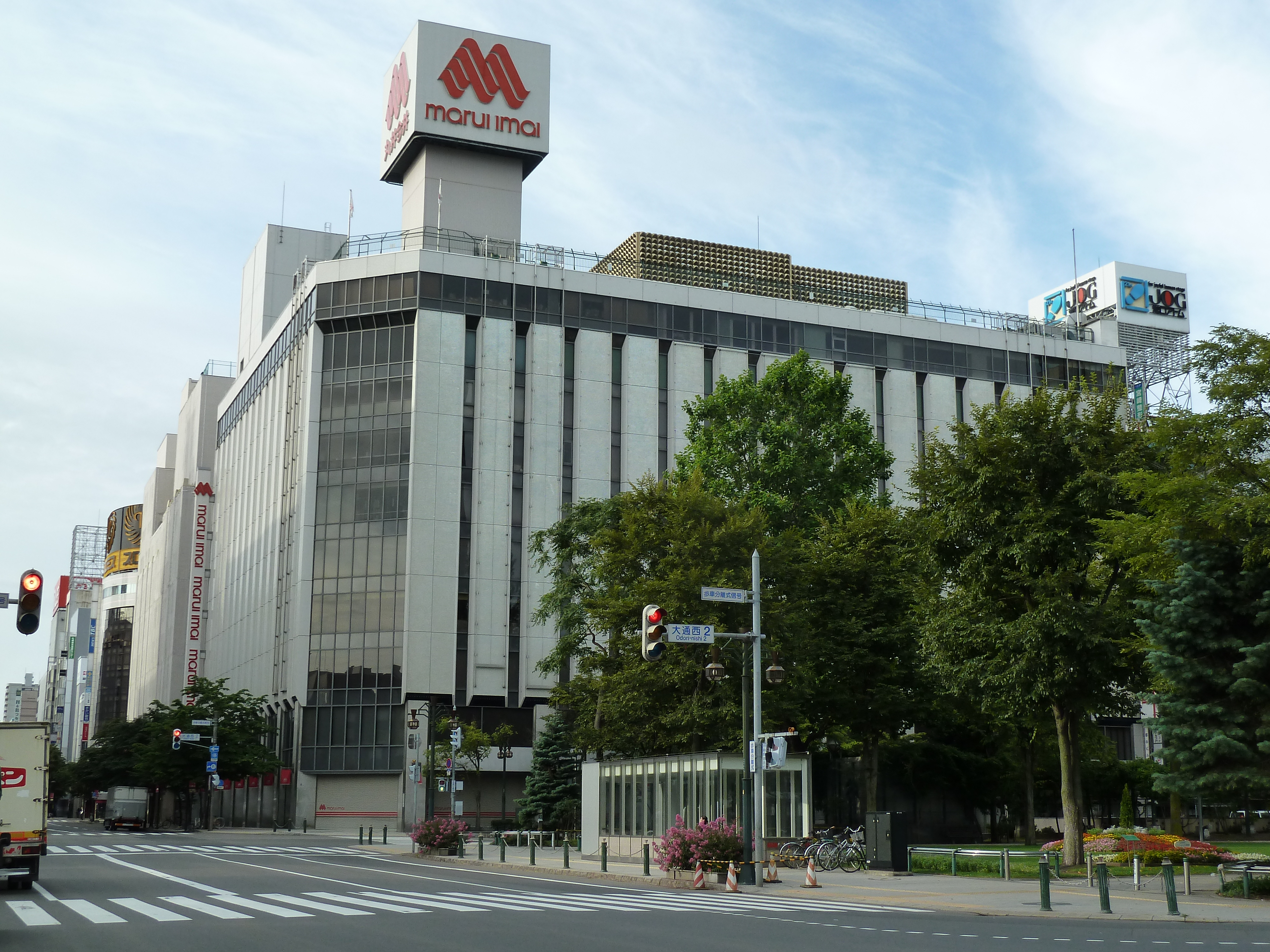
丸井今井札幌本店大通館 （2011年8月）
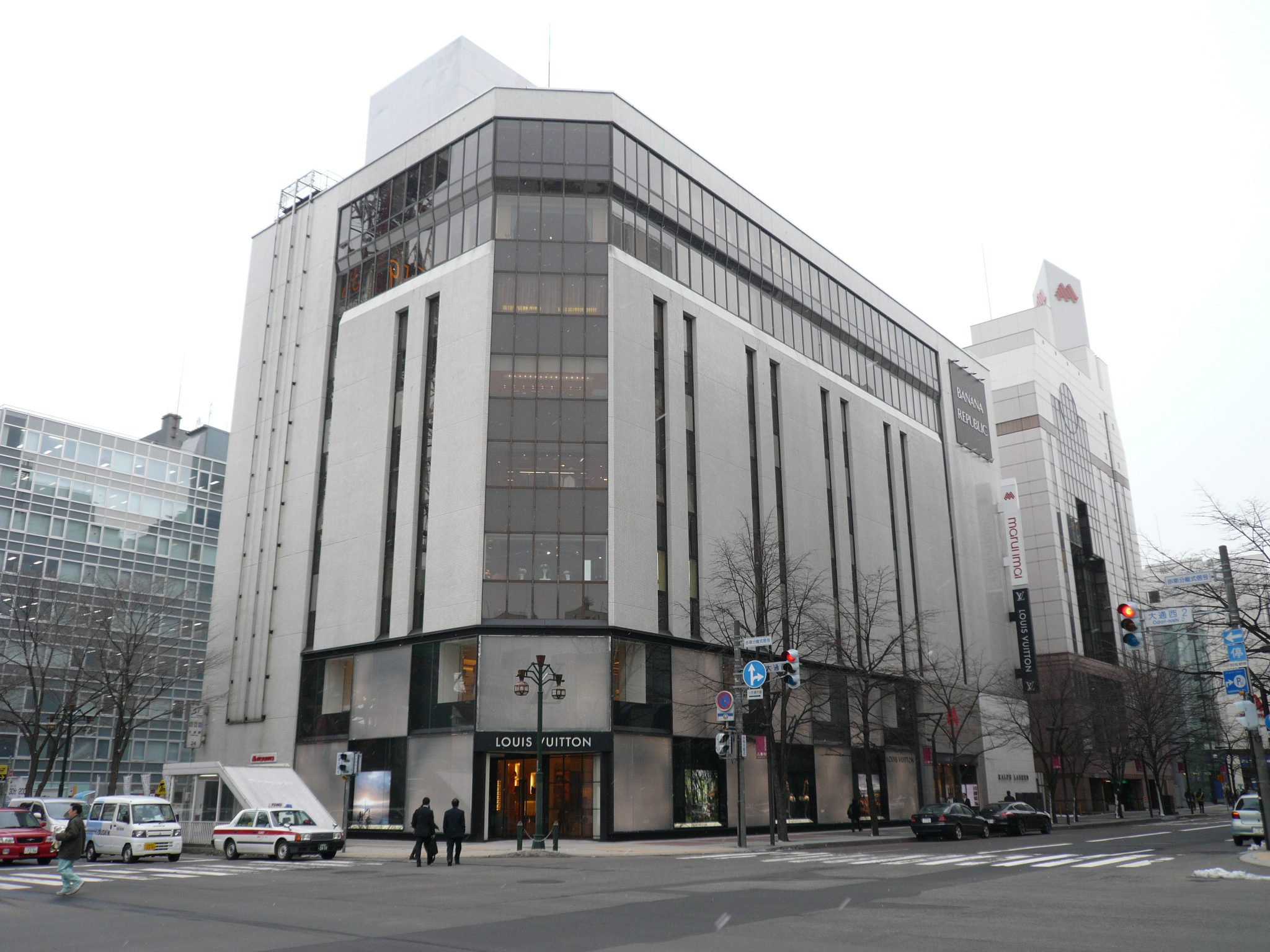
丸井今井札幌本店大通別館・閉館 （2012年4月）
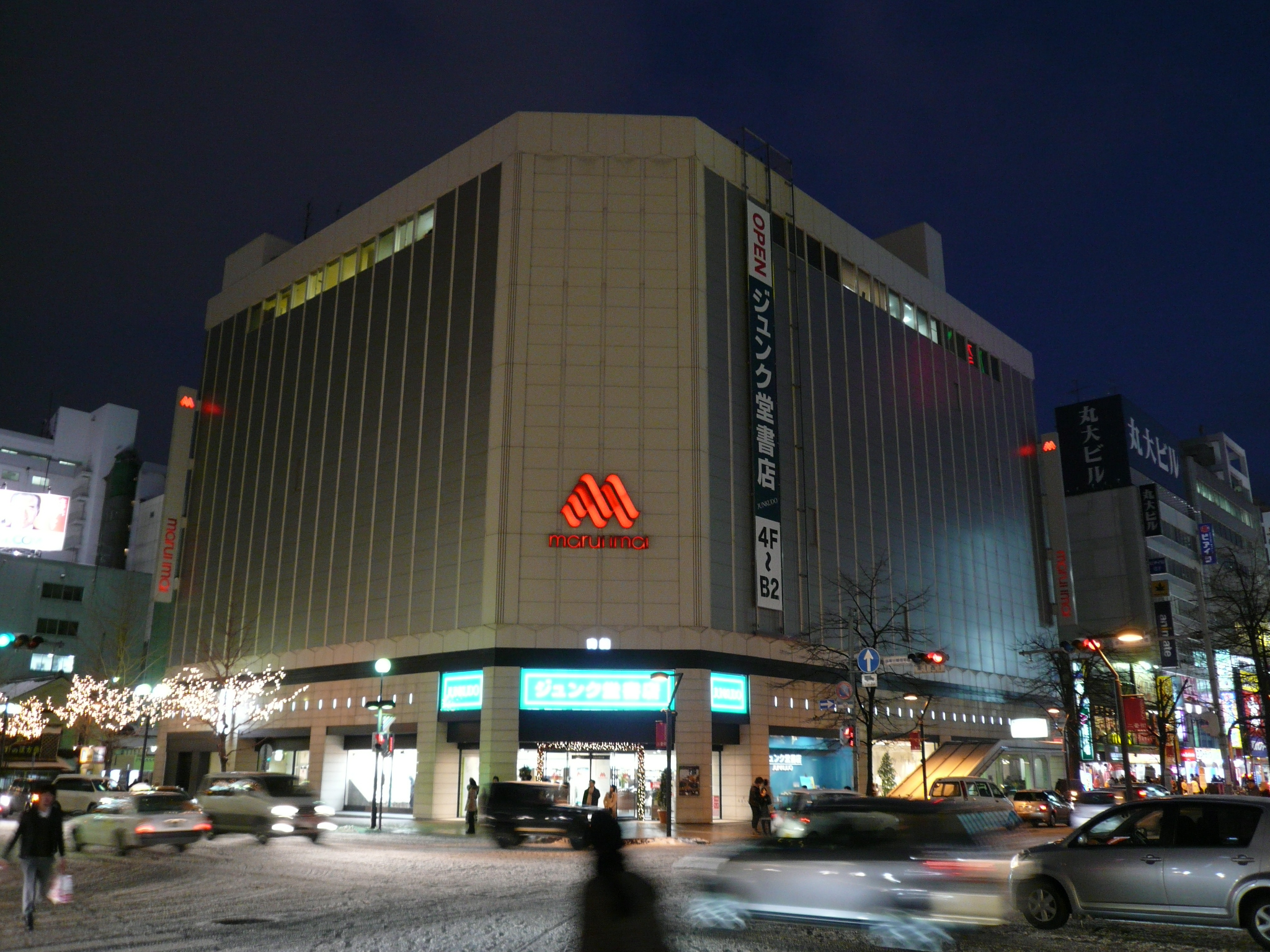
丸井今井札幌本店南館・閉館 （2008年12月）
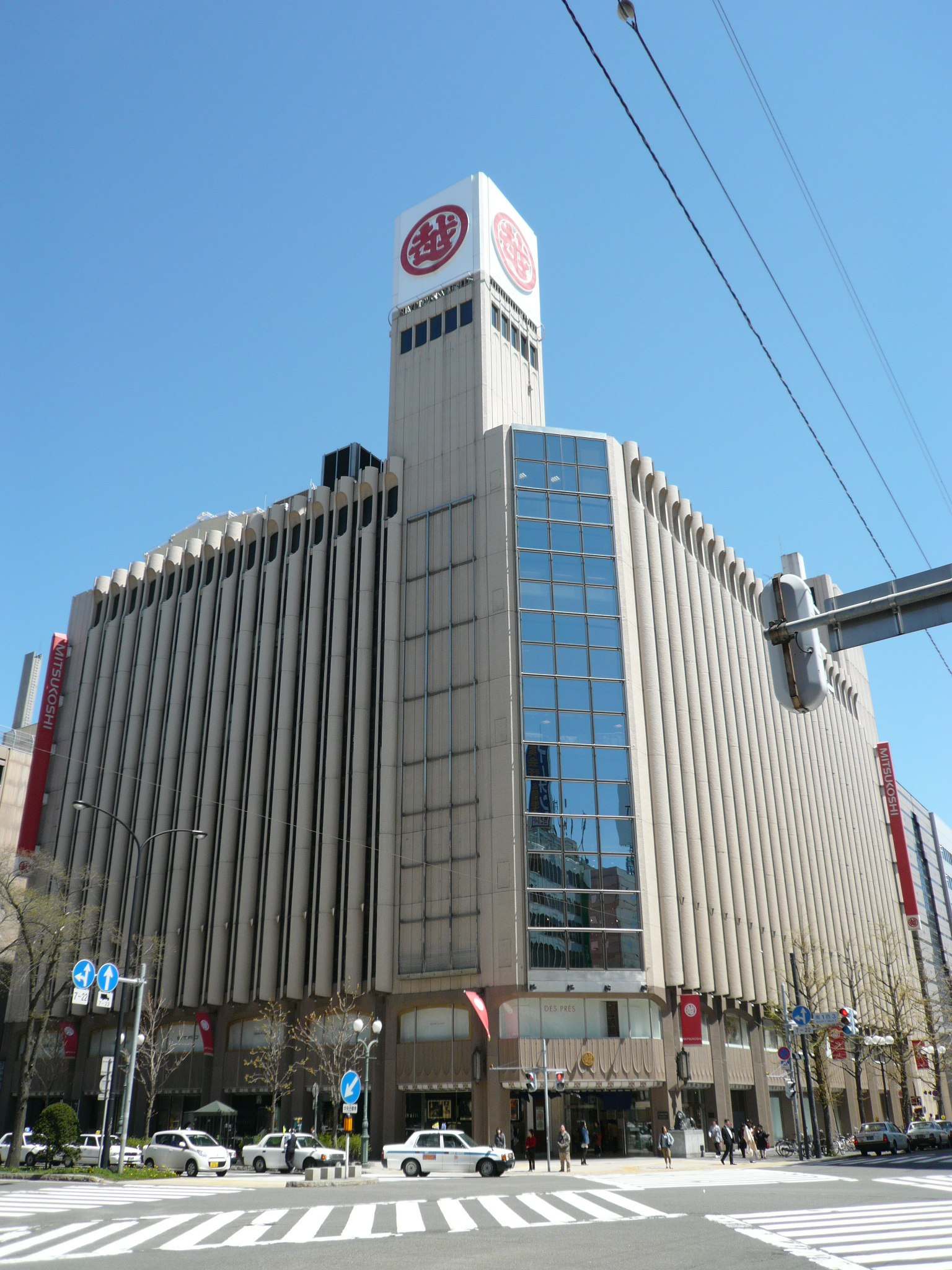
札幌三越 （2011年5月）
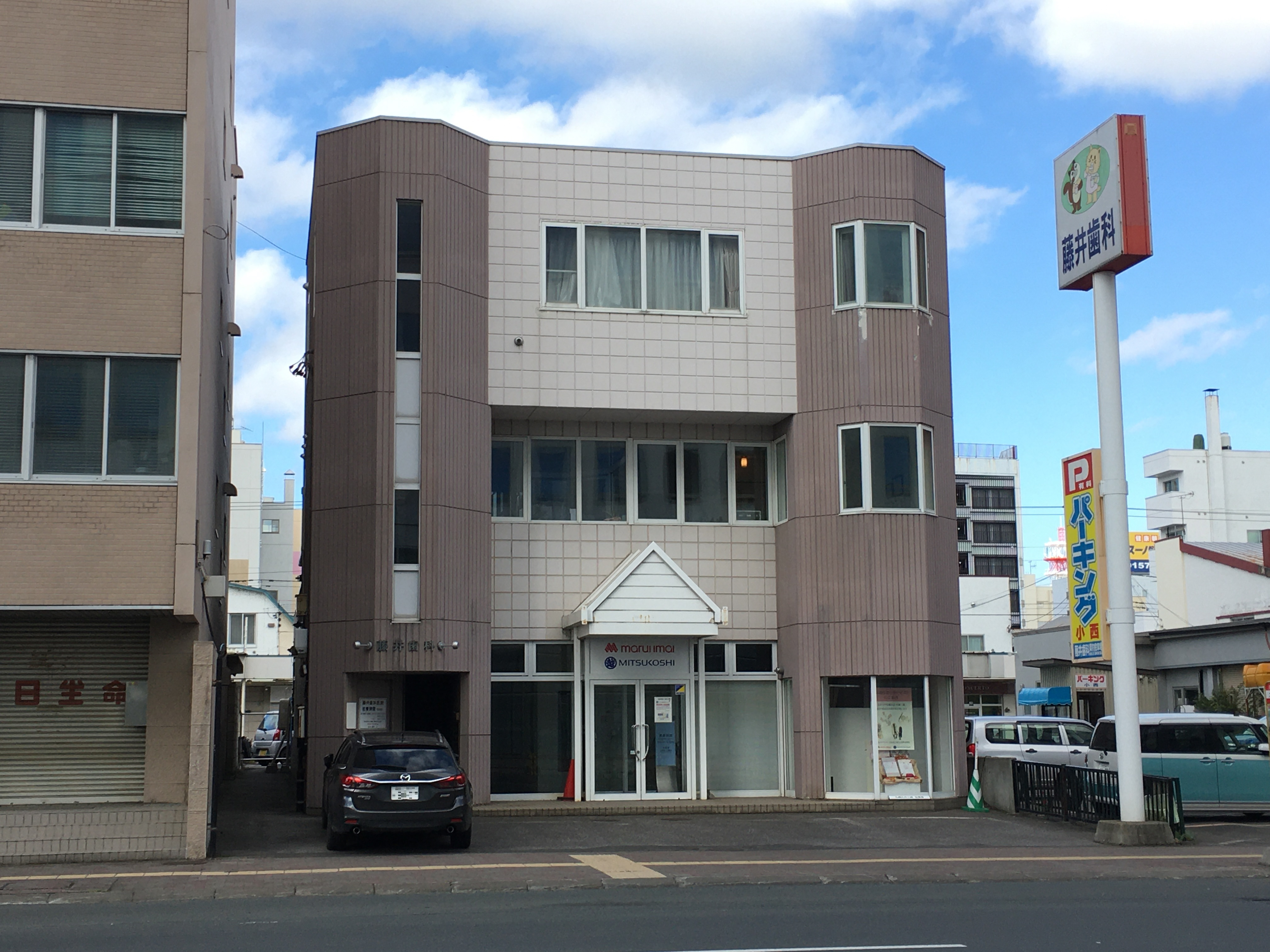
サテライト北見 （2020年10月）